# The Ocean Race
The Ocean Race (voorheen de Whitbread Round the World Race en Volvo Ocean Race) is een zeilwedstrijd om de wereld die elke drie jaar wordt gehouden. De race is opgebouwd uit etappes en duurt 8 tot 9 maanden. De eerste editie ging in 1973 van start. The Ocean Race behoort met de Olympische Spelen en de America’s Cup tot de grootste zeilevenementen ter wereld. Het wordt beschouwd als de zwaarste zeilwedstrijd voor teams.

## Geschiedenis
In 1971 kwamen Engelse zeilers met het idee om een zeilwedstrijd rond de wereld te houden. De Royal Naval Sailing Association had interesse om de organisatie op zich te nemen, mede om de teamgeest onder de Engelse marine te verbeteren. In 1972 was het Engelse brouwerij-, dranken- en horecaconcern Whitbread bereid om de race te sponsoren en zijn naam daaraan te verlenen. De eerste "Whitbread Round the World Race" ging een jaar later van start in de marinebasis van Portsmouth met zeventien boten en 167 zeilers. In 2001 is de hoofdsponsoring overgenomen door Volvo. In 1989 deed voor het eerst een boot mee met een compleet vrouwelijke bemanning. De naam van het schip was "The Maiden". Sinds de editie van 1997-98 zorgen de kwaliteit van de on-board videobeelden, de vele e-mails van de verschillende bemanningsleden en de opkomst van internet, waarmee de race goed gevolgd kon worden, voor wereldwijde media-aandacht. In 2018 veranderde de Volvo Ocean Race van naam. De volgende race zou The Ocean Race gaan heten.

## Route

De route in 2014-15

De af te leggen route was tot de editie van 2008-09 op hoofdlijnen hetzelfde. De race begon traditioneel in het najaar in Engeland, hoewel sinds 2005 in Spanje wordt gestart. De route gaat zuidwaarts door de Atlantische Oceaan naar het zuidelijkste puntje van Afrika en van daaruit naar Australië over de Zuidelijke Oceaan. In deze oceaan worden de deelnemers doorgaans geconfronteerd met de slechtst denkbare weerscondities, waar golven soms wel hoger dan 30 meter kunnen worden en windsnelheden kunnen oplopen tot 110 kilometer per uur. In 2008-09 werd echter voor het eerst vanuit Zuid-Afrika niet naar Oceanië maar naar Azië gevaren en vervolgens door naar Zuid-Amerika. De boten gaan dan om Kaap Hoorn van waaruit ze terugkeren op de Atlantische Oceaan en via Noord-Amerika terug naar Europa gaan. In 2014-15 worden zowel Azië als Oceanië aangedaan. De teams hebben dan ruim 70.000 kilometer afgelegd over open zee.

## Wedstrijd

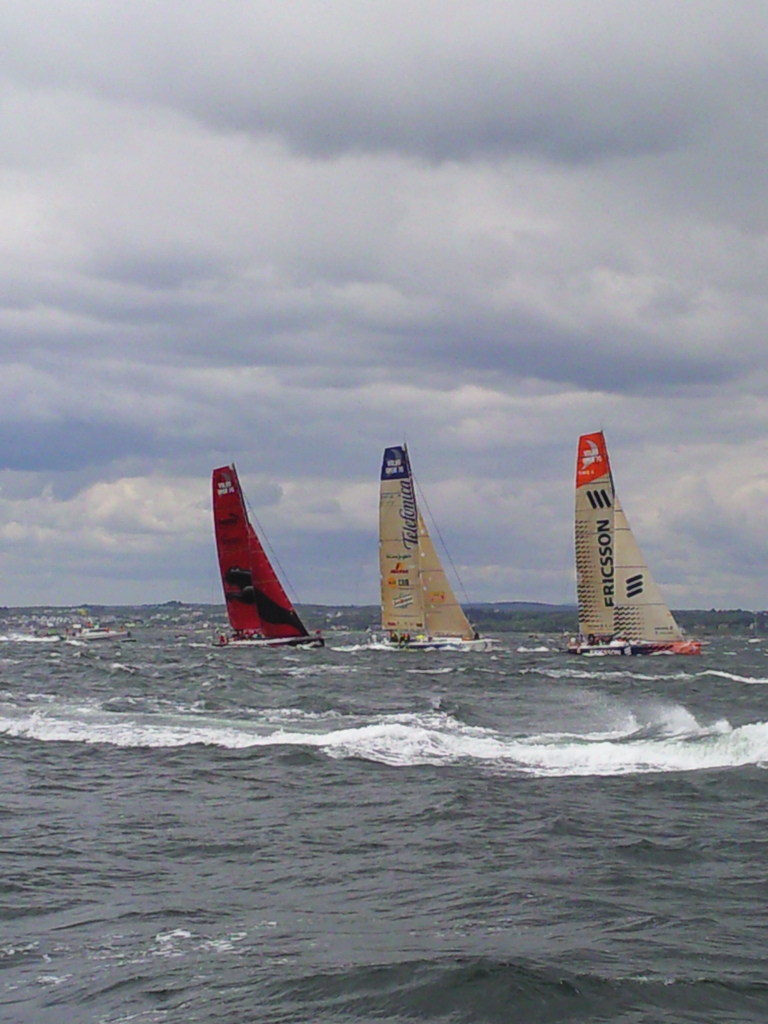
Puma, Telefonica en Ericsson in gevecht

De eerste edities bestonden uit vier lange etappes. Omdat er bij de eerste edities met verschillende boottypen werd gevaren, werden de gevaren tijden per etappe via het handicapsysteem gecorrigeerd. De gecorrigeerde tijden per etappe werden bij elkaar opgeteld en het team met de snelste gecorrigeerde tijd was de winnaar.
Sinds 1997-98 wordt met één type boot gevaren en zijn er per etappe punten te verdienen. Het team met het grootst aantal punten wint de race. Hierdoor konden boten die sommige etappes niet finishten toch blijven meevaren voor de overwinning. Tussen 2003 en 2009 waren er op de lange etappes ook onderweg punten te behalen op de zogenaamde tussenpunten. Met de editie van 2003-04 zijn ook korte havenraces geïntroduceerd, met name om de race toegankelijker te maken voor het publiek en de sponsoren. In die races zijn ook punten te winnen. Er mogen 3 gasten meevaren aan boord tijdens de havenraces, maar die mogen niet deelnemen aan het zeilen. In de editie van 2011-12 en 2014-15 werden er ook zogenaamde Pro-Am-races gevaren. In deze variatie op de havenraces mogen gasten wel meezeilen als bemanningslid. De Pro-Am-races telden echter niet mee voor het klassement. In de editie 2017-18 varen gasten de Pro-Am-races op M32-catamarans.
Gemiddeld duurt de race zo'n 250 dagen, waarvan ongeveer de helft op zee wordt doorgebracht. De andere dagen worden gebruikt voor de havenraces, reparaties van de boot, het uitrusten van de bemanning en het weer raceklaar maken van de boot. Bij problemen aan boord worden dit al varend door de bemanning opgelost of er wordt een haven opgezocht waar met behulp van buitenaf reparaties moeten worden doorgevoerd. Dit gaat vaak wel ten koste van een tijdstraf of wedstrijdpunten.

## Boten

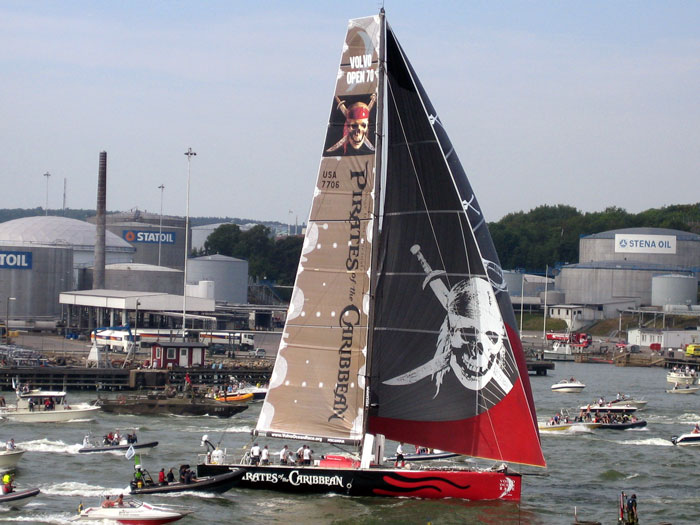
De "Pirates of the Caribbean" in 2006

Bij de eerste edities kon elk zeilschip meedoen aan de race. Via het handicapsysteem werden dan de vaartijden gecorrigeerd om zo de boten te kunnen vergelijken. In de loop der tijd gingen steeds grotere luxueuzere jachten meedoen om de prijzen waardoor de kosten steeds hoger werden. Om de kosten te drukken, om een betere vergelijking te kunnen maken tijdens de race en niet pas na afloop na de tijdscorrectie, en om de race aantrekkelijker te maken voor sponsoren mocht vanaf 1997 maar met één type boot worden gevaren. Die wijziging in de reglementen zorgde er mede voor dat grote namen in de zeilsport geïnteresseerd raakten om mee te doen. In 1997-98 en 2001-02 is gevaren met de Volvo Open 60, tussen 2005 en 2012 met de Volvo Open 70 en vanaf 2014 met de Volvo Ocean 65 of Volvo One-Design.
De Volvo Open 60 werd overigens al bij de race van 1993 geïntroduceerd. Het was de bedoeling dat alleen met die boten gevaren mocht worden. De bezitters van de grote jachten protesteerden hier met succes tegen omdat ze juist in de tussenperiode veel geld hadden geïnvesteerd in hun boten met het oog op de race van 1993. Daardoor werd er tijdens die editie in twee klassen gevaren in verband met het prijzengeld, maar de boot met de snelste totaaltijd zou de gehele race winnen.
De boten zijn uitgerust met de modernste communicatie- en navigatietechnieken. Bovendien hebben de boten een motor aan boord die alleen bij noodgevallen gebruikt mag worden.

## Bemanning
De bemanning bestaat vanaf de editie 2017-18 uit minimaal 7 zeilers en een mediaman, 1 zeiler minder dan in de voorgaande race. Diverse samenstellingen van mannen en vrouwen zijn toegestaan met elk een eigen totaal aantal bemanningsleden. Boten met een volledig vrouwelijke bemanning mogen racen met 11 leden in totaal. Zes van de zeven teams in 2017-18 varen met zeven mannen en een of twee vrouwen. Het zevende team vaart met vijf mannen, vijf vrouwen en de mediaman.
Elk bemanningslid heeft een vaste rol. Aan het hoofd staat de schipper. Hij geeft leiding, bepaalt de strategie en is eerste stuurman. De wachtleiders, de assistent-schippers, bepalen welke zeilen gevoerd moeten worden om optimaal te kunnen varen. De voordekkers zijn aangewezen om voor op het dek te staan indien de situatie daar om vraagt. De trimmers zorgen voor het hijsen, afstellen en neerhalen van de zeilen. De navigator geeft op basis van informatie over het weer, de positie van ijsschotsen e.d. een advies aan de schipper over de te varen koers. De mediaman legt in beeld, geluid en via e-mail vast wat aan boord gebeurt en seint dit door naar de wedstrijdleiding. Het is voor de mediaman verboden om deel te nemen aan het zeilen, navigeren of repareren van de boot.

## Ontberingen en slachtoffers
Een dergelijk lange, zware race vergt veel van boot en bemanning. Zo bestaat het risico op een aanvaring met losgeslagen zeecontainers, walvissen, ijsbergen en dergelijke. Aan boord is geen enkele comfort. De leefruimte is beperkt en vochtig, privacy ontbreekt, de voedselvoorraad is beperkt en vaak kant-en-klaar. Gewerkt wordt in ploegendienst, maar tijdens zware omstandigheden moet iedereen paraat zijn.
De passage door de Zuidelijke Oceaan en met name door de Roaring Forties wordt door veel deelnemers als gevaarlijk gezien. Hier vielen bij de eerste editie in 1973 drie dodelijke slachtoffers. Zij werden overboord geslagen en nooit meer teruggezien. In 1989 vond daar op vergelijkbare wijze ook een vierde zeiler de dood. Het vijfde slachtoffer was de Nederlander Hans Horrevoets die in 2006 in de noordelijke Atlantische Oceaan overboord sloeg, werd teruggevonden, maar bij wie reanimatie niet meer mocht helpen. In diezelfde race moest het schip van team "Movistar" door de bemanning worden achtergelaten, omdat het water maakte na problemen met de kiel. Het zesde slachtoffer is de Brit John Fisher. Hij sloeg op 27 maart 2018 overboord en werd na een 7 uur lange zoektocht niet teruggevonden.

## Plaatsbepaling
Bij de eerste edities was er nauwelijks informatie beschikbaar over de exacte posities van de boten. Rapporten werden eens per week doorgegeven aan de lokale kustwacht die de gegevens dan doorstuurde naar de wedstrijdleiding. In de editie van 1981-82 weigerde de latere winnaar Conny van Rietschoten soms om tactische en strategische redenen zijn positie door te geven. Tijdens de laatste etappe gaf hij helemaal geen info meer en dat werd overgenomen door de andere zeilers. Dit maakte het voor de wedstrijdleiding zo goed als onmogelijk om informatie te geven over de race; interesse bij het publiek of het vinden van sponsoren voor deze race was navenant moeilijk. Dit was de aanleiding voor de organisatie om vanaf 1985 de boten met een automatische zender uit te rusten waarmee via de satelliet de posities bepaald konden worden. Tegenwoordig publiceert de wedstrijdorganisatie elke drie uur de positie van de boten. Via de Live Tracker op de racewebsite en -app kunnen de boten gevolgd worden.
Als tactisch wapen was het in de edities 2008-09 en 2011-12 toegestaan dat elke boot één keer per etappe 12 uur "van de radar verdwijnt". Dit wil zeggen dat de positie van de boot gedurende 12 uur niet bekend wordt gemaakt, alhoewel die wel bekend is bij de organisatie om veiligheidsredenen. Tijdens die periode kan de schipper dan een strategische keuze maken die niet direct bekend is bij de tegenstanders. In 2008 was de "Green Dragon" de eerste boot die van die mogelijkheid gebruikmaakte. Voor de editie 2014-15 werd deze mogelijkheid geschrapt. In 2017-18 is de Stealth Mode weer terug gebracht, met een duur van 24 uur.

## Winnaars

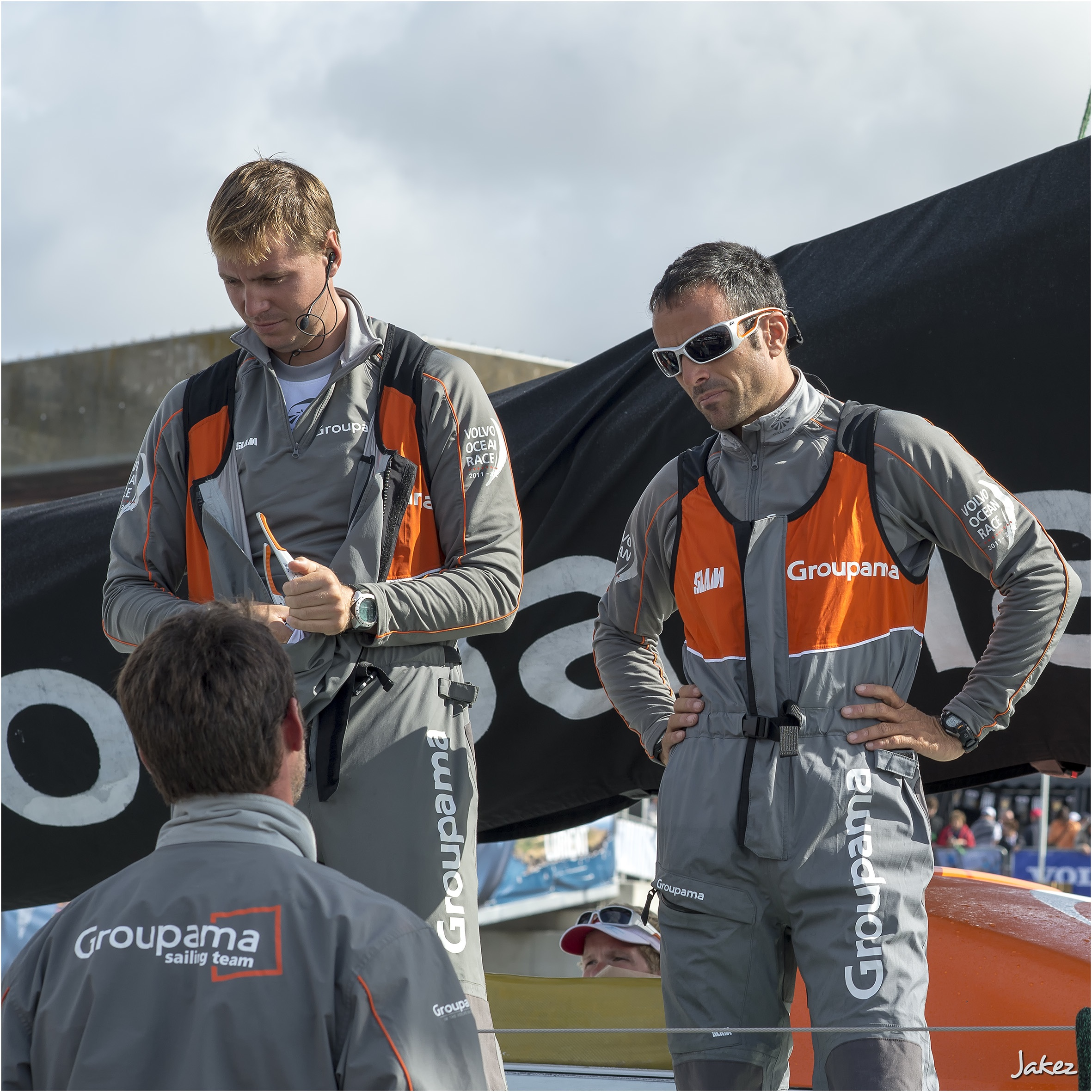
De winnende schipper van de editie 2011-12 Franck Cammas (rechts)

| Editie  | Winnaar                  | Deelnemers | Start       | Finish          | Aantal etappes | Afstand        |
| ------- | ------------------------ | ---------- | ----------- | --------------- | -------------- | -------------- |
| 1973-74 | "Sayula II"              | 17         | Portsmouth  | Portsmouth      | 4              | 27.000 Nm      |
| 1977-78 | "Flyer"                  | 15         | Portsmouth  | Portsmouth      | 4              | 26.780 Nm      |
| 1981-82 | "Flyer II"               | 29         | Portsmouth  | Portsmouth      | 4              | 26.095 Nm      |
| 1985-86 | "L'Esprit d'Equipe"      | 15         | Portsmouth  | Portsmouth      | 4              | 26.740 Nm      |
| 1989-90 | "Steinlager 2"           | 23         | Southampton | Southampton     | 6              | 32.018 Nm      |
| 1993-94 | "NZ Endeavour"           | 14         | Southampton | Southampton     | 6              | 31.975 Nm      |
| 1997-98 | "EF Language"            | 10         | Southampton | Southampton     | 9              | 31.600 Nm      |
| 2001-02 | "Illbruck Challenge"     | 8          | Southampton | Kiel            | 10             | 31.600 Nm      |
| 2005-06 | "ABN AMRO I"             | 7          | Vigo        | Göteborg        | 9              | 31.250 Nm      |
| 2008-09 | "Ericsson 4"             | 8          | Alicante    | Sint-Petersburg | 10             | 36.995 Nm      |
| 2011-12 | "Groupama 4"             | 6          | Alicante    | Galway          | 9              | 39.270 Nm      |
| 2014-15 | "Abu Dhabi Ocean Racing" | 7          | Alicante    | Göteborg        | 9              | 39.379 Nm      |
| 2017-18 | "Dongfeng Race Team"     | 7          | Alicante    | Den Haag        | 11             | 45.356 Nm      |
| 2023    | n.n.b                    | 5          | Alicante    | Genua           | 7              | ........... Nm |

## Nederland
Nederland nam voor het eerst met een boot deel aan de tweede editie, direct met twee boten; ook aan de vierde, negende en dertiende editie werd met twee boten deelgenomen. Behalve aan de eerste werd er ook niet aan de zesde, achtste en elfde editie met een Nederlandse boot deelgenomen. Drie keer wist een Nederlandse boot de race te winnen, een record. Conny van Rietschoten is de enige schipper die de race tweemaal wist te winnen. De derde Nederlandse winnaar, de ABN AMRO I in 2005-06, kende geen Nederlandse bemanningsleden. Met acht deelnames is de Nederlander Bouwe Bekking internationaal recordhouder. 
In 2018 werden de in Scheveningen wondende Carolijn Brouwer en haar Franse teamgenoot, Marie Riou, de eerste vrouwelijke winnaars in de finishhaven in Den Haag met de Chinees-Franse boot Dongfeng.